# Malherbe-sur-Ajon
Malherbe-sur-Ajon – gmina we Francji, w regionie Normandia, w departamencie Calvados. Została utworzona 1 stycznia 2016 roku z połączenia dwóch wcześniejszych gmin: Banneville-sur-Ajon oraz Saint-Agnan-le-Malherbe. Siedzibą gminy została miejscowość Banneville-sur-Ajon. W 2013 roku populacja wyżej wymienionych gmin wynosiła 1434 mieszkańców.